# Herzog Juliushütte
Herzog Juliushütte ist der Name eines 1575 gegründeten Hüttenwerkes und der unweit entstandenen Siedlung. Beides gehört heute zur Stadt Langelsheim und liegt im Stadtteil Astfeld.

## Lage

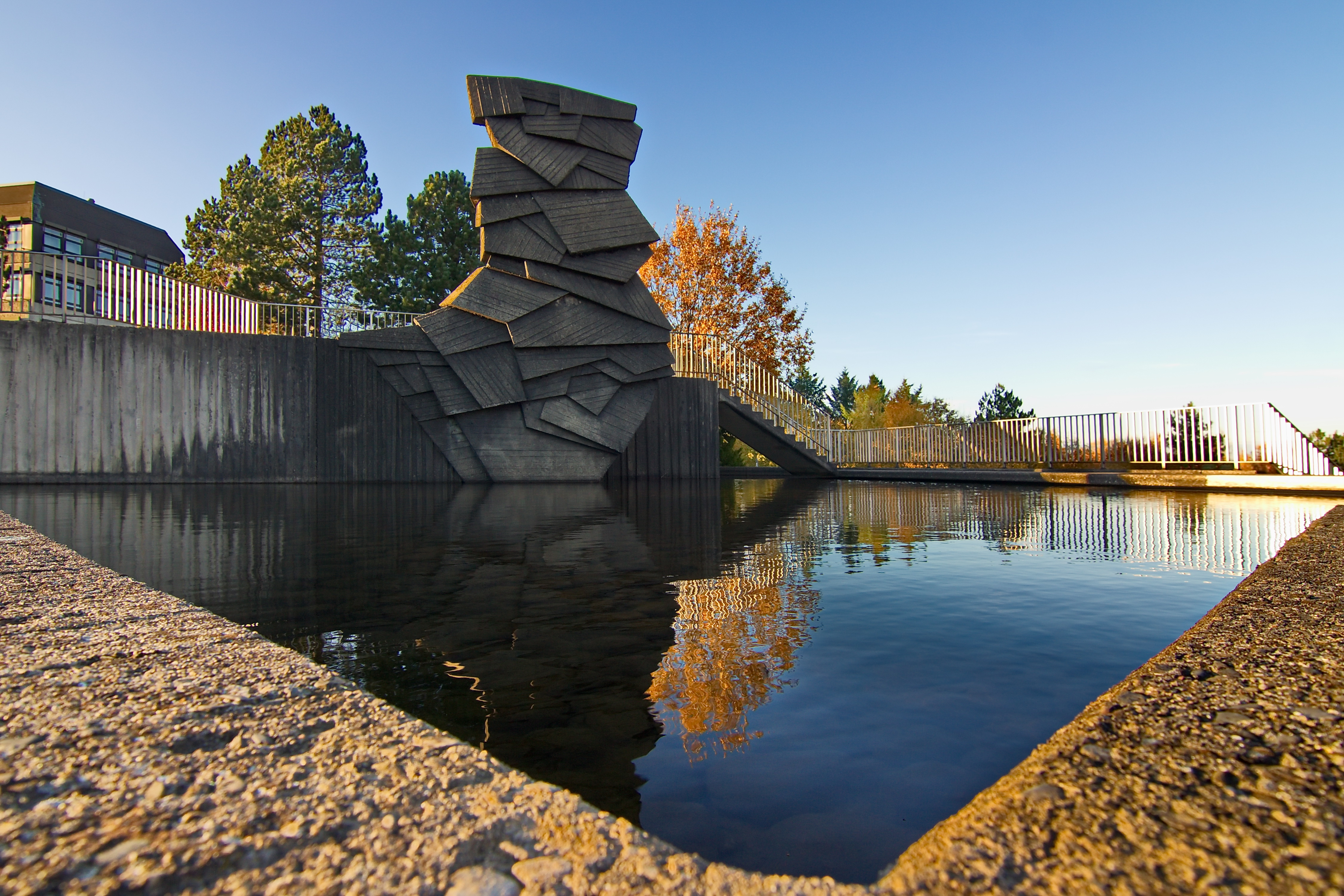
Am Wasserwerk Granetalsperre bei Herzog Juliushütte

Oberhalb der Siedlung liegt die Granetalsperre. Sie wurde 1966 bis 1969 errichtet, wird von den Harzwasserwerken GmbH betrieben und dient ausschließlich der Trinkwasserversorgung. Früher befand sich außerdem in der Siedlung ein Bahnhof an der Bahnstrecke Neuekrug-Hahausen–Goslar.

## Geschichte
Am Austritt der Grane aus dem gleichnamigen Tal des Harzes ließ der Braunschweiger Herzog Julius im 16. Jahrhundert ein Hüttenwerk nebst Siedlung anlegen. Zusammen mit der Frau-Sophien-Hütte und der okeraner Frau-Marien-Hütte konzentrierte sich im 16. Jahrhundert in diesen drei Hütten die Metallgewinnung aus Rammelsberger Erzen. Die Hütte bestand bis 1967 und verarbeitete Blei-, Zink- und seltenmetallhaltige Erze u. a. aus dem Rammelsberg bei Goslar. Die meisten alten Gebäude der Hütte wurden 1970 abgerissen. Heute werden am Standort nur noch seltene Metalle wie Arsen, Germanium und Indium produziert.
Das Hüttenwerk und die Siedlung Herzog Juliushütte bildeten eine Gemeinde im Landkreis Gandersheim, die am 1. Januar 1970 in die Gemeinde Astfeld eingegliedert wurde.

### Bahnhof Herzog Juliushütte
Der Bahnhof Herzog Juliushütte war ein Bahnhof an der Bahnstrecke Neuekrug-Hahausen–Goslar (km 92,1, Ds 100-Kürzel: HJUL). Er wurde stillgelegt, das Empfangsgebäude ist bis heute (Stand: 2022) erhalten. Der Neubau der Passagieranlagen wurde im Jahr 2015 durch die DB Station&Service untersucht und aufgrund eines zu geringen erwarteten Passagieraufkommens abgelehnt.
Der Bahnhof besaß ein mechanisches Stellwerk der Bauform Jüdel mit dem Kürzel Juf. Es wurde 1910 errichtet und zwischen 1979 und 1982 stillgelegt.